# 長楽寺 (京都市)
長楽寺（ちょうらくじ）は、京都市東山区円山町にある時宗（遊行派）の寺院。山号は黄台山（おうだいさん）。本尊は准胝観音。円山公園の東南方に位置する。かつての境内地は円山公園の大部分や真宗大谷派の大谷祖廟（東大谷）の大半の境内地を含む広大なものであった。洛陽三十三所観音霊場第7番札所。

## 歴史
長楽寺は一説によれば、延暦24年（805年）に勅命により最澄が延暦寺の別院として創建したのに始まるという。『平家物語』「灌頂巻」によると、文治元年（1185年）には高倉天皇の中宮で安徳天皇の生母である建礼門院（平徳子）が壇ノ浦の戦いの後の5月1日に当寺に到来し、当寺の僧で法然の弟子・阿証房印西（印誓）について出家したという。建礼門院は10月になると大原の寂光院に入寺している。
法然の弟子、隆寛はこの寺に居住して多念義を唱えた。隆寛の系譜は寺院名をとって後に長楽寺義・長楽寺流・長楽寺派といわれている。
至徳2年（1385年）に時宗の僧国阿が入寺して中興し、時宗の寺に改められた。
延享2年（1745年）、江戸幕府第8代将軍徳川吉宗により1万坪もの境内地を没収された。没収された土地は長楽寺に隣接する真宗大谷派の大谷祖廟（東大谷）に寄進されている。
これ以降、寺勢は衰微しはじめ、文化年間（1804年 - 1818年）には養福寺に寺地の一部を譲って浄土宗西山派に改宗する。しかし、1870年（明治2年）には時宗遊行派に改めている。また、1871年（明治4年）に上知令によって境内地を政府に没収された。没収された土地は1886年（明治19年）に円山公園の一部とされた。
1906年（明治39年）には、時宗遊行派の有力寺院である七条道場金光寺を合併する。長楽寺が所蔵する重要文化財の時宗祖師像7躯（慶派仏師の作）は、金光寺から移されたものである。
2008年（平成20年）、文化財を納めた収蔵庫が火災によりほぼ全焼した。この際、一遍木像（重要文化財）を始めとする全ての文化財は、消防隊員や住職らによって火災直後に運び出されたため難を免れた。

## 本尊
本尊の准胝観音は天皇即位時にしか開帳されない「勅封・厳秘」の本尊であり、玉躰護持と皇室安寧祈祷の本尊とされる。その姿は立像で1面3目18臂、二匹の龍の上に蓮台があり、その上に立っている。
伝説によれば、伝教大師最澄が入唐の際に海難に遭遇したので三宝に祈願したところ、二頭の龍に跨がった准胝観音が顕れて最澄の衣に飛び移ると、たちまち波風が収まったといわれ、その姿を彫ったものであるという。
普段は厨子（後水尾天皇の中宮・東福門院が寄進した「泰安の厨子」）の中に安置されている。また、御前立本尊となっている阿弥陀如来像（阿弥陀三尊像）は崇徳天皇念持仏といわれる。
最新の開帳は今上天皇の即位に伴う2019年（令和元年）5月1日から6月16日までの開帳となる。
なお、本尊両脇には伝・最澄作の弁才天像と円爾（聖一国師）がインド・中国・日本の三国の土で作ったといわれる布袋尊像が安置されている。

## 境内
- 本堂 - もとは安土桃山時代に建てられた伏見城の御殿の1つ。後に正伝寺に移築されて法堂となっていたものを、1890年（明治23年）に当寺に移築した。
- 鐘楼 - 梵鐘は1956年（昭和31年）に造られたもの。
- 十三重石塔「建礼門院御塔」 - 建礼門院の毛髪を埋めているとされる。
- 平安の滝 - 相阿弥の築という。
- 収蔵庫 - 宝物館。重要文化財の木造智真（一遍）立像などがある。
- 尊攘苑 - 墓所。水戸藩の関係者などが祀られている。
  - 頼山陽の墓 - 思想家。
  - 頼三樹三郎の墓 - 頼山陽の子。
  - 藤井竹外の墓 - 漢詩人。
  - 松平昭訓の墓 - 徳川慶喜の弟。
  - 鵜飼吉左衛門の墓 - 水戸藩士。
  - 鵜飼幸吉の墓 - 鵜飼吉左衛門の子。戊午の密勅を受け取って江戸にいる水戸藩主徳川慶篤に渡した。
  - 大場一真斎の墓 - 水戸藩家老。
  - 原市之進の墓 - 藤田東湖の従兄弟。
  - 鈴木松年の墓 - 上村松園の最初の師匠。
- 庫裏
- 書院
- 庭園 - 相阿弥の作庭による池泉観賞式庭園。足利義政が東山山荘（後の慈照寺）の庭園の試作として相阿弥に造らせたとされる。
- 茶室
- 客殿「雙龍舞閣」
- 山門
- 宿坊「遊行庵」 - 飛び地。八坂神社の前にある。

## 文化財

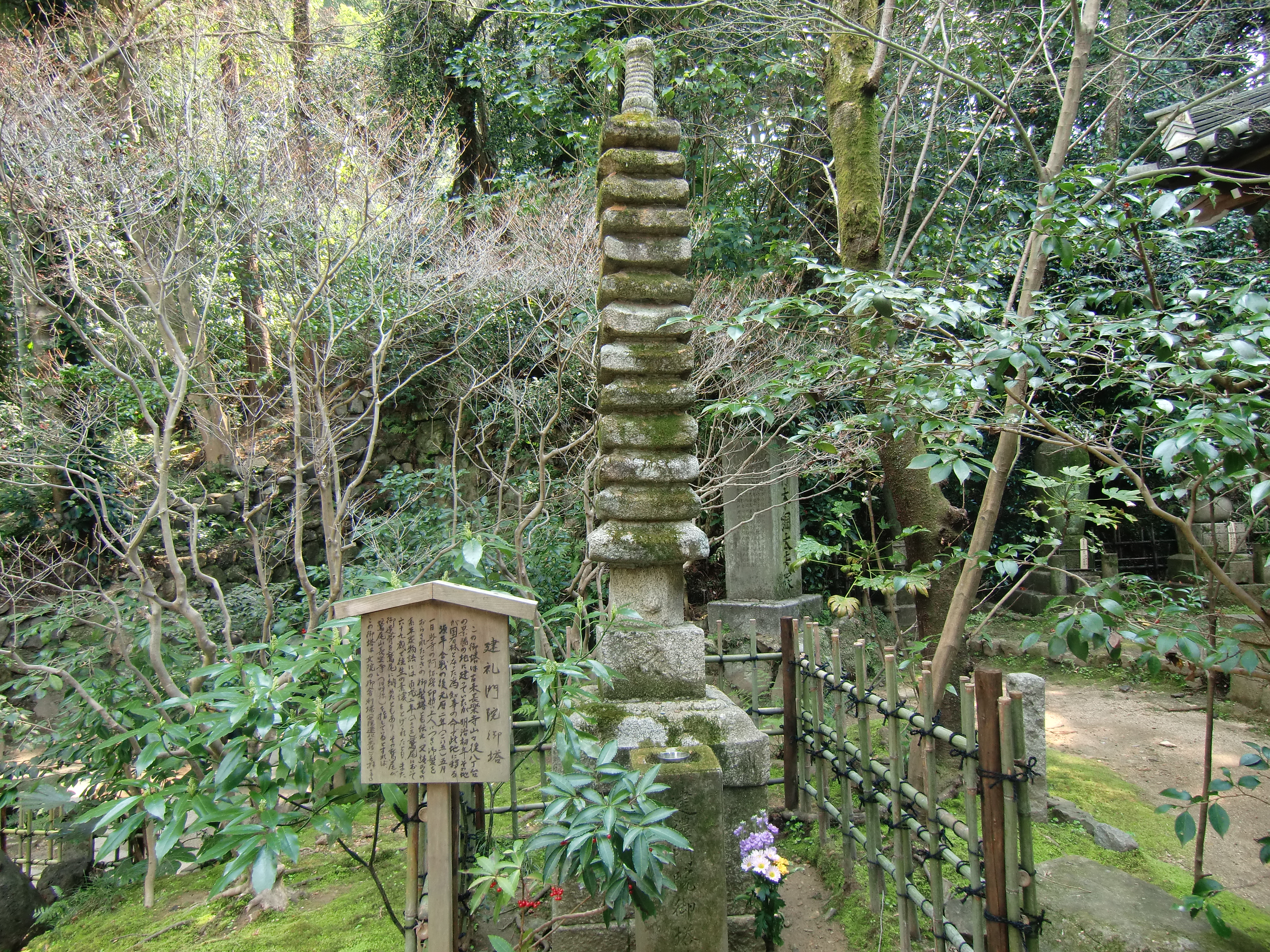
十三重石塔「建礼門院御塔」（2012年3月28日撮影）

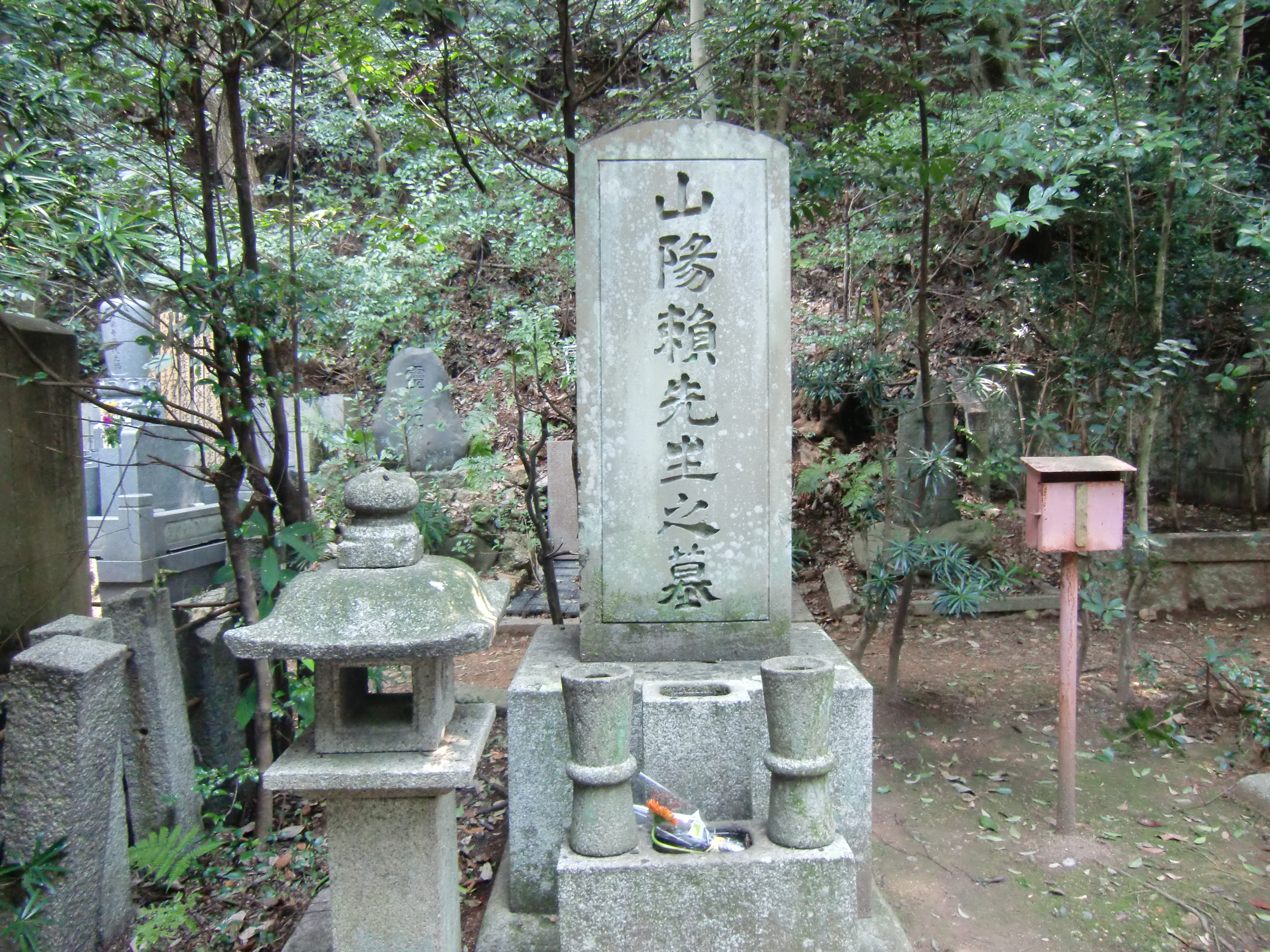
頼山陽の墓（2012年3月28日撮影）

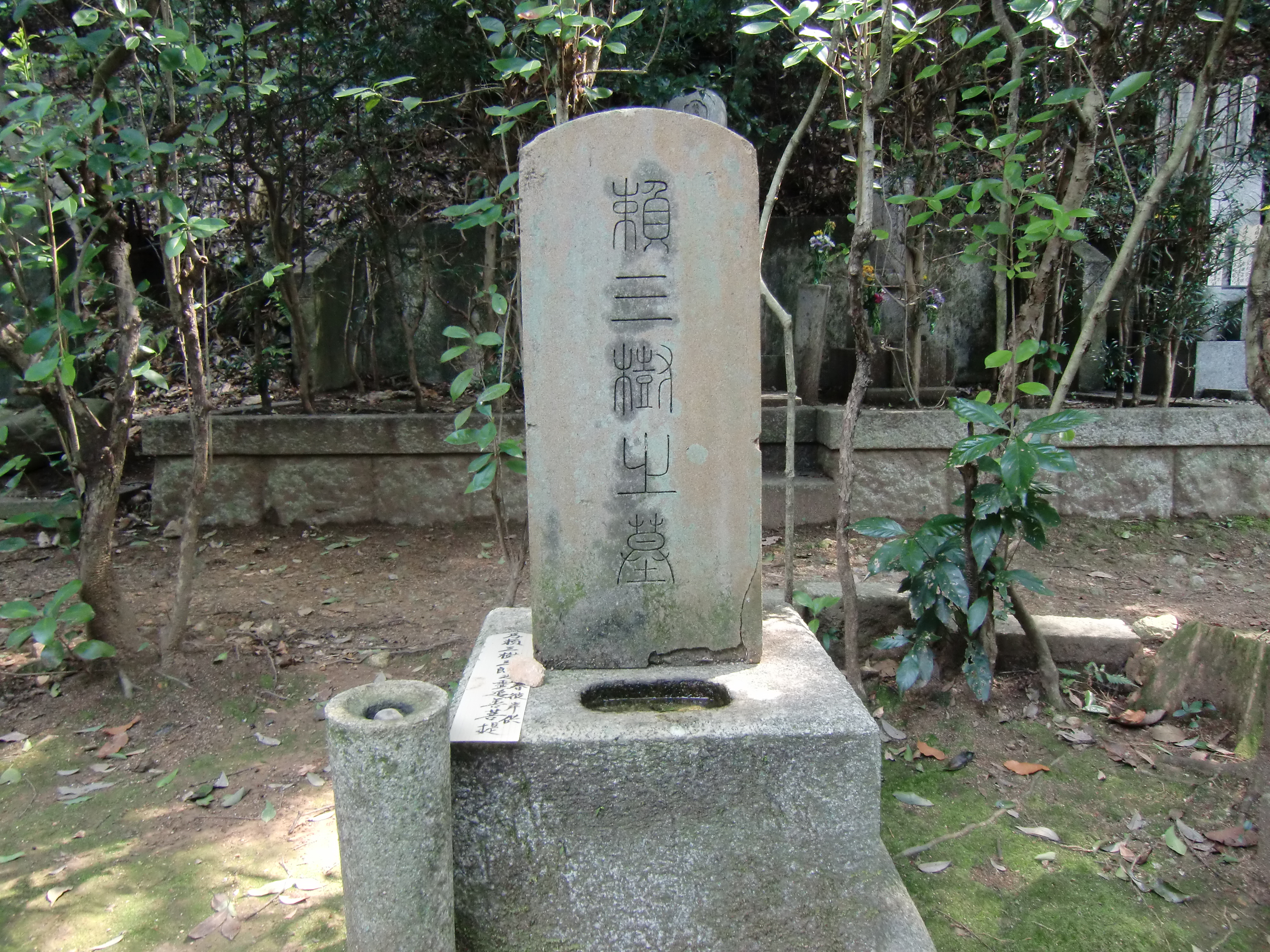
頼三樹三郎の墓（2012年3月28日撮影）

### 重要文化財
- 木造時宗祖師像 7躯
  - 木造智真（一遍）立像 - 像内に応永27年（1420年）2月、康秀作の銘がある
  - 木造真教倚像 （附：木造五輪塔1基 地輪に大上人の銘がある）
  - 木造一鎮坐像 - 像内に建武元年（1334年）6月、檀那与阿弥陀仏、幸俊等の銘がある
  - 木造尊明坐像 - 像内に応永14年（1407年）2月、金光寺第13代、康祐法印、康秀法橋等の銘がある
  - 木造太空坐像
  - 木造尊恵坐像 - 像内に応永28年（1421年）12月、七条仏所等の銘がある
  - 木造暉幽坐像
- 遊行歴代他阿弥陀仏書状類（24通）23巻（附：寛永三年歴代他阿上人書状目録）

### その他
『平家物語』ゆかりの寺であることから、安徳天皇画像、安徳天皇の衣をもって作ったと伝える幡、松久朋琳作の建礼門院彫像などがある。

## 行事
- 扇祈願会（もみじ祭） - 11月下旬。

## 前後の札所
洛陽三十三所観音霊場
6 金戒光明寺　-　7 長楽寺　-　8 大蓮寺
京都七福神（布袋尊）

## 住所
京都府京都市東山区八坂鳥居前東入円山町626
京都市営バス、京阪バス祇園バス停から徒歩15分